# 더블넥 기타
더블넥 기타(Double neck guitar) 또는 멀티넥 기타(Multi-neck guitar)는 여러 개의 지판 넥을 가진 기타이다. 그것들은 일렉트릭 버전과 어쿠스틱 버전 둘 다로 존재한다. 오늘날 더블넥 기타는 꽤 흔하지만, 현대의 발명품은 아니다. 더블넥 기타와 류트의 예는 적어도 르네상스로 거슬러 올라간다.
오늘날, 가장 일반적인 형태의 멀티넥 기타는 더블넥 기타인데, 가장 일반적인 버전은 윗목에 12개의 줄이 있는 일렉트릭 기타이고, 아랫목은 보통 6개의 줄이 있다. 6현 기타와 베이스 기타의 조합도 사용되며, 일반 프렛 기타가 있는 프렛리스 기타 또는 기타 넥과 픽업 스타일의 조합도 사용되고, 어쿠스틱 버전도 있다. 두 개의 넥은 기타리스트가 기타를 바꿀 시간을 들이지 않고도 기타 소리 사이를 빠르고 쉽게 전환할 수 있게 해준다.

## 커스터마이징
넥의 현의 수, 프렛 또는 노프렛, 각 넥에 사용하는 튜닝 등 다목 기타를 커스터마이징하는 방법은 여러 가지가 있다. 여전히 정기적으로 사용되고 있는 초기의 디자인들 중 하나는 1850년 경 오스트리아 빈에서 발명된 어쿠스틱 콘트라기타이다. 슈람멜 기타로도 알려진 이 기타는 6줄의 목과 9줄의 베이스 스트링으로 된 두 번째 안절부절못하는 넥을 가지고 있다.
더 일반적인 조합 중 하나는 6현 기타와 같이 더블넥 기타의 한쪽 넥을 설정하고 다른 한쪽 넥을 4현 베이스 기타로 구성하는 것이다. 푸 파이터스의 기타리스트 팻 스미어는 라이브 공연(베이스 기타 더블넥, 6현 일렉트릭 기타 아랫 넥)에서 자신의 임무 외에 음반 《Wasting Light》의 수록곡 〈I Should Have Known〉에서 크리스 노보셀릭의 베이스 파트를 연주하기 위해 더블넥 기타를 활용한다. 리켄배커 인터내셔널 코퍼레이션과 미국의 깁슨 기타 코퍼레이션은 모두 과거에 이러한 구성의 생산 모델을 제조해왔다.
덜 일반적인 구성은 12현 기타 넥과 4현 베이스 기타 넥을 결합한 것이다. 러시의 게디 리는 1970년대에 4/12현 리켄배커 4080/12 프로덕션 모델을 라이브로 사용한 것으로 잘 알려져 있다.

## 더블넥 베이스 기타

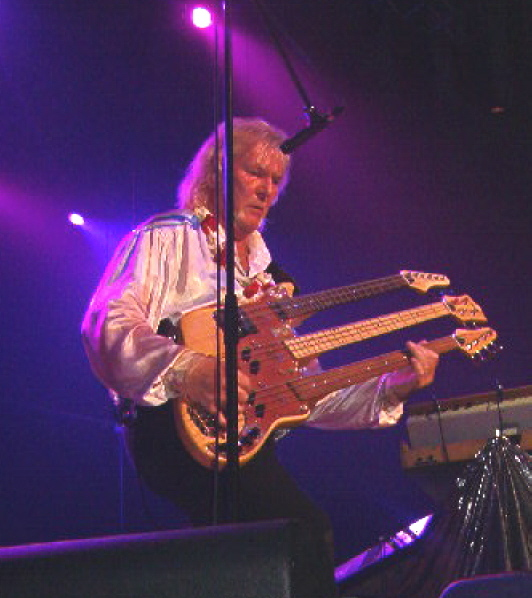
월 트리플넥 베이스를 연주하는 예스의 크리스 스콰이어는 3개의 더블코스 기타로 구성되어 있으며, 초조하고 초조하지 않은 4현 베이스로 구성되어 있다.

두 개 이상의 넥을 가진 일렉트릭 베이스 기타는 적어도 1970년대부터 존재해왔다. 어떤 베이스들은 3개 이상의 목을 가지고 있지만, 대개는 주문 주문 시에만 있다. 더블넥 베이스 기타는 여러 개의 튜닝(예: 한쪽 목의 B-E-A-D, 다른 목의 E-A-D-G 등)에 사용될 수 있다.
카빈 기타는 1959년부터 1993년까지 더블넥 기타와 베이스를 제작했다. 그들의 비즈니스 모델은 맞춤 악기를 매우 많이 사용하며, 스티브 맥도널드를 위해 만들어진 DN440T를 포함하여 많은 더블넥 베이스 기타를 생산했다.
예스의 크리스 스콰이어는 1977년 《Going for the One》에서 〈Awaken〉에서 커스텀 트리플 넥 베이스를 연주했다. 이것은 릭 웨이크먼의 밴드인 영국 록 앙상블의 로저 뉴웰이 만든 모델의 복제품이다. 스콰이어의 오리지널은 4현 프렛리그 넥, 6현 프렛리스 넥, 그리고 옥타브(aA-dD-gG)로 튜닝된 6줄을 가지고 있었다. 이 베이스는 현재 하드 록 카페에 전시되어 있다. 스티브 디조르지오는 프렛리스와 다른 넥을 가진 더블넥 베이스 기타를 사용했다. 다수의 발명가들이 8현 베이스 넥(더블 코스, 12현 기타처럼 옥타브에 튜닝)과 4현 베이스 넥을 가진 더블넥 베이스를 제작하기도 했다. 4현/6현 및 4현/5현과 같은 다양한 다른 조합을 가진 더블넥 베이스가 존재한다.

## 더블넥 기타 사용자
- 빌 베일리
- 마이클 안젤로 바티오
- 뮤즈의 매튜 벨라미
- 조 보나마사
- 데프 레퍼드의 스티브 클라크
- 이글스의 돈 펠더
- 얼 후커
- 예스[4]와 아시아의 스티브 하우
- 에머슨, 레이크 & 파머의 그렉 레이크
- 러시의 게디 리와 알렉스 라이프슨
- 화이트스네이크의 닐 머리[5]
- 메가데스의 데이브 머스테인
- 레드 제플린의 지미 페이지[6][7]
- 에어로스미스의 조 페리
- 드림 시어터의 존 페트루치
- 톰 페티
- 엘비스 프레슬리
- 더 밴드의 로비 로버트슨
- 본 조비의 리치 샘보라
- 빌리 시언
- 건즈 앤 로지스의 슬래시
- 예스의 크리스 스콰이어[8]
- 더 후의 피트 타운젠드[9]
- 스티브 바이[10]
- 이글스의 조 월시